# Norbury Manor
Norbury Manor est un manoir élisabéthain du XVe siècle et le Norbury Hall médiéval en pierre du XIIIe siècle attenant, connu sous le nom de Old Manor à Norbury, près d'Ashbourne, dans le Derbyshire. C'est un bâtiment classé Grade I.

## Histoire
Le manoir appartient à la famille FitzHerbert à partir du XIIe siècle, accordé à William Fitz-Herbert en fief-ferme par le prieuré de Tutbury en 1125. En 1444, Nicholas FitzHerbert et son fils Ralph donnent leurs terres à Osmaston, ainsi que d'autres terres à Foston et Church Broughton, au prieuré pour acheter le manoir .
Le manoir construit par William FitzHerbert au milieu du XIVe siècle est remarquablement bien conservé. Le vieux manoir est connu pour ses caractéristiques architecturales historiques, notamment un poinçon royal rare, une cheminée médiévale, une porte Tudor et des verres flamands du XVIIe siècle. La maison Tudor attenante est construite par Ralph FitzHerbert au milieu du XVe siècle et reconstruite vers 1680, mais conserve de nombreuses caractéristiques d'origine.
Les jardins d'accompagnement comprennent un parterre d'herbes aromatiques.
Le manoir est gravement endommagé par les forces parlementaires pendant la guerre civile anglaise et après la mort de Sir John FitzHerbert en 1649, elle est dans un état délabré et tombe en ruine.

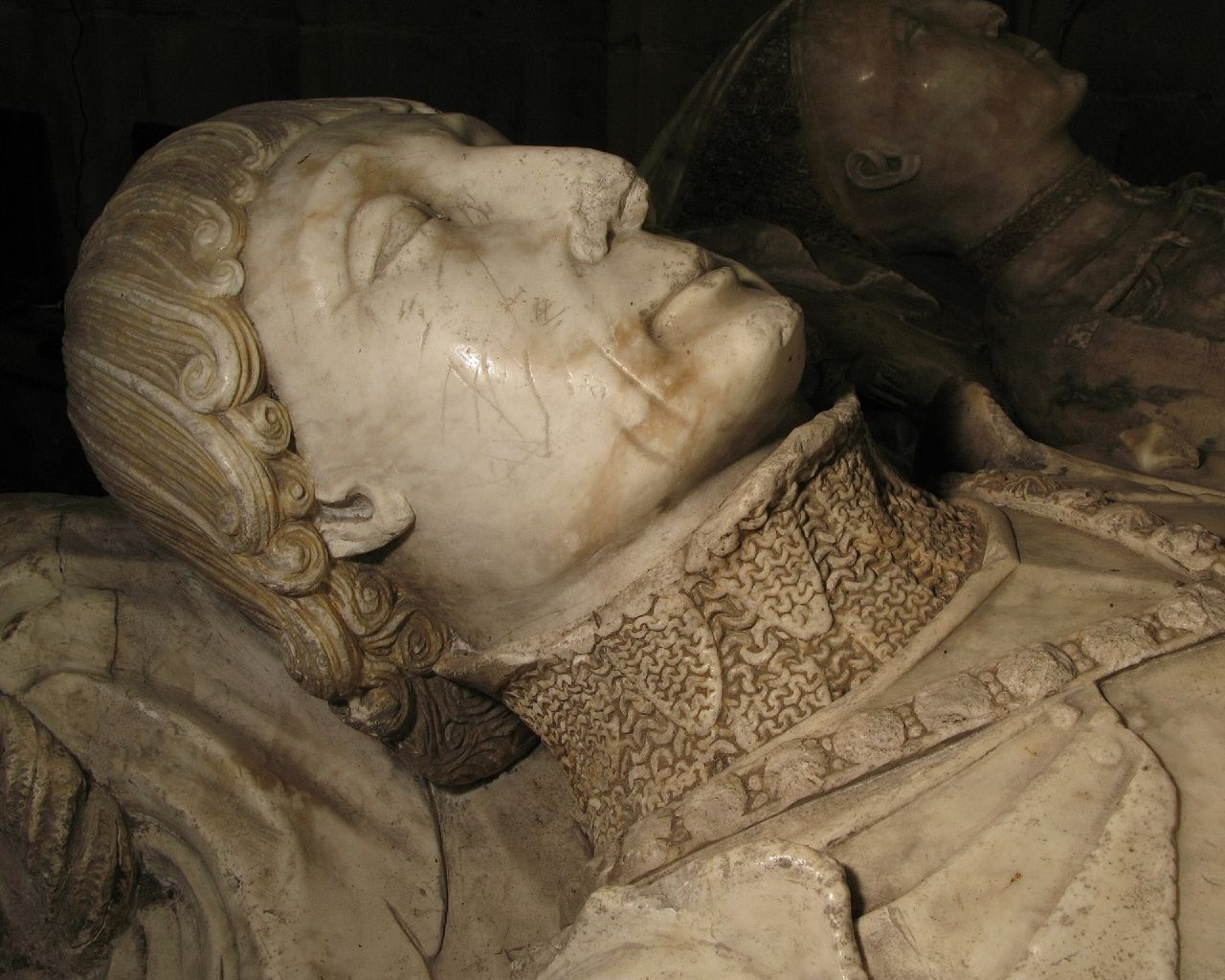
Mémorial d'albâtre à Ralph Fitzherbert (d. 1483) dans l'église

À la mort de John FitzHerbert en 1649, le domaine passe à son cousin William FitzHerbert de Swynnerton Hall, Staffordshire, qui reconstruit la partie Tudor de la propriété vers 1680. Les Fitzherbert vendent le domaine en 1881 .
Norbury Hall appartient au National Trust depuis 1987 et est actuellement utilisé comme logement de vacances ayant déjà été loué à des locataires . Le vieux manoir, cependant, est ouvert au public le vendredi matin et le samedi après-midi pendant l'été .
Les branches cadettes de la famille FitzHerbert ont des sièges à Tissington Hall et Somersal Herbert Hall.